# Lubbock (cráter)

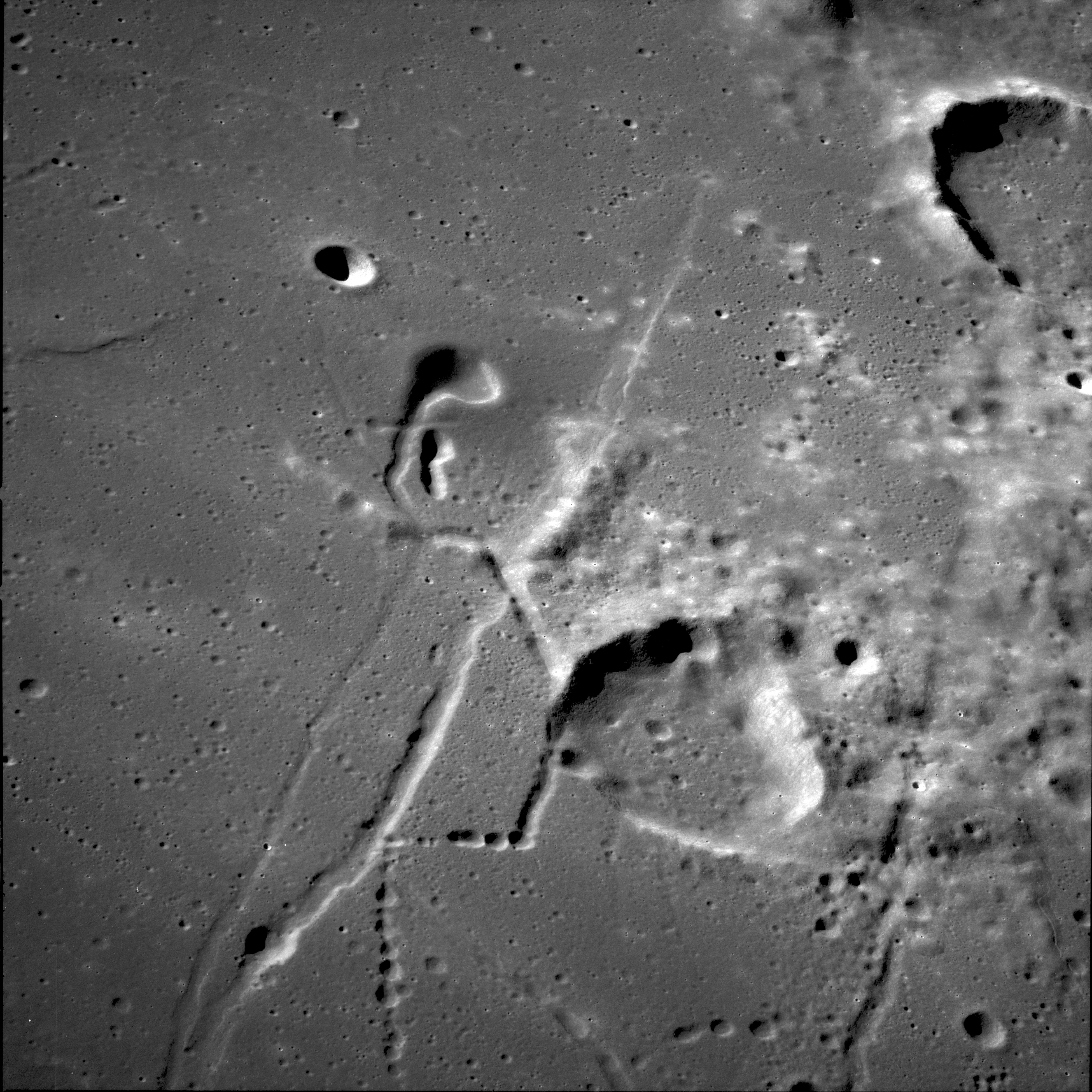
Lubbock H. Fotografía de la misión Apolo 11

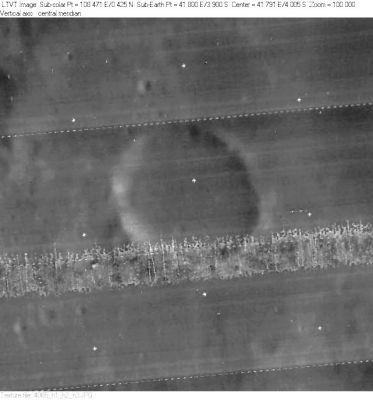
Fotografía de la misión Lunar Orbiter 4

Lubbock es un pequeño cráter de impacto lunar situado en el extremo oeste del Mare Fecunditatis. Se encuentra al norte del cráter Gutenberg, y al sur de Secchi.
|  |

Se trata de un impacto circular, con un borde bajo y un interior plano. Presenta una pequeña rotura en la pared del este. En el mar lunar, al sur de la zona montañosa que contiene Lubbock, aparece un sistema de grietas denominado Rimae Goclenius. Los rayos paralelos de la pareja de cráteres formada por Messier y Messier A alcanzan el borde de Lubbock H al norte.

## Cráteres satélite
Por convención estos elementos son identificados en los mapas lunares poniendo la letra en el lado del punto medio del cráter que está más cerca de Lubbock.
|         | \| Lubbock \| Coordenadas \| Diámetro \| \| ------- \| --------------------------- \| -------- \| \| C \| 4°48′S 39°48′E / -4.8, 39.8 \| 8 km \| \| D \| 4°30′S 39°06′E / -4.5, 39.1 \| 13 km \| \| G \| 3°42′S 39°12′E / -3.7, 39.2 \| 10 km \| \| H \| 2°36′S 41°48′E / -2.6, 41.8 \| 10 km \| \| K \| 5°06′S 38°18′E / -5.1, 38.3 \| 7 km \| \| L \| 4°54′S 39°18′E / -4.9, 39.3 \| 7 km \| \| M \| 0°18′S 38°36′E / -0.3, 38.6 \| 19 km \| \| N \| 1°30′S 39°42′E / -1.5, 39.7 \| 26 km \| \| P \| 2°54′S 39°30′E / -2.9, 39.5 \| 7 km \| \| R \| 0°06′S 40°24′E / -0.1, 40.4 \| 24 km \| \| S \| 0°42′N 41°12′E / 0.7, 41.2 \| 24 km \| |          |
| Lubbock | Coordenadas | Diámetro |
| C       | 4°48′S 39°48′E / -4.8, 39.8 | 8 km     |
| D       | 4°30′S 39°06′E / -4.5, 39.1 | 13 km    |
| G       | 3°42′S 39°12′E / -3.7, 39.2 | 10 km    |
| H       | 2°36′S 41°48′E / -2.6, 41.8 | 10 km    |
| K       | 5°06′S 38°18′E / -5.1, 38.3 | 7 km     |
| L       | 4°54′S 39°18′E / -4.9, 39.3 | 7 km     |
| M       | 0°18′S 38°36′E / -0.3, 38.6 | 19 km    |
| N       | 1°30′S 39°42′E / -1.5, 39.7 | 26 km    |
| P       | 2°54′S 39°30′E / -2.9, 39.5 | 7 km     |
| R       | 0°06′S 40°24′E / -0.1, 40.4 | 24 km    |
| S       | 0°42′N 41°12′E / 0.7, 41.2 | 24 km    |